# 13992 Cesarebarbieri
13992 Cesarebarbieri è un asteroide della fascia principale. Scoperto nel 1993, presenta un'orbita caratterizzata da un semiasse maggiore pari a 2,3714833 UA e da un'eccentricità di 0,0998414, inclinata di 7,33622° rispetto all'eclittica.